# Chimarra lavuaorum
Chimarra lavuaorum är en nattsländeart som beskrevs av Chantaramongkol och Malicky 1989. Chimarra lavuaorum ingår i släktet Chimarra och familjen stengömmenattsländor. Inga underarter finns listade i Catalogue of Life.